# Vangelis

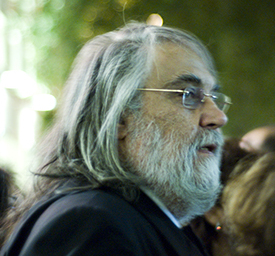
Vangelis (2007)

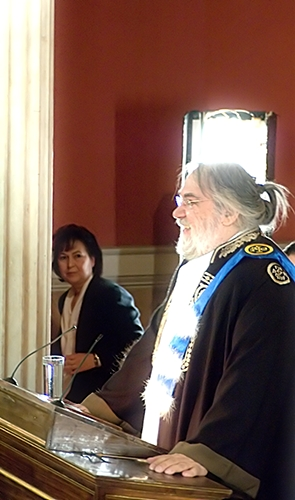
Vangelis erhält 2008 die Ehrendoktorwürde der Nationalen und Kapodistrias-Universität Athen

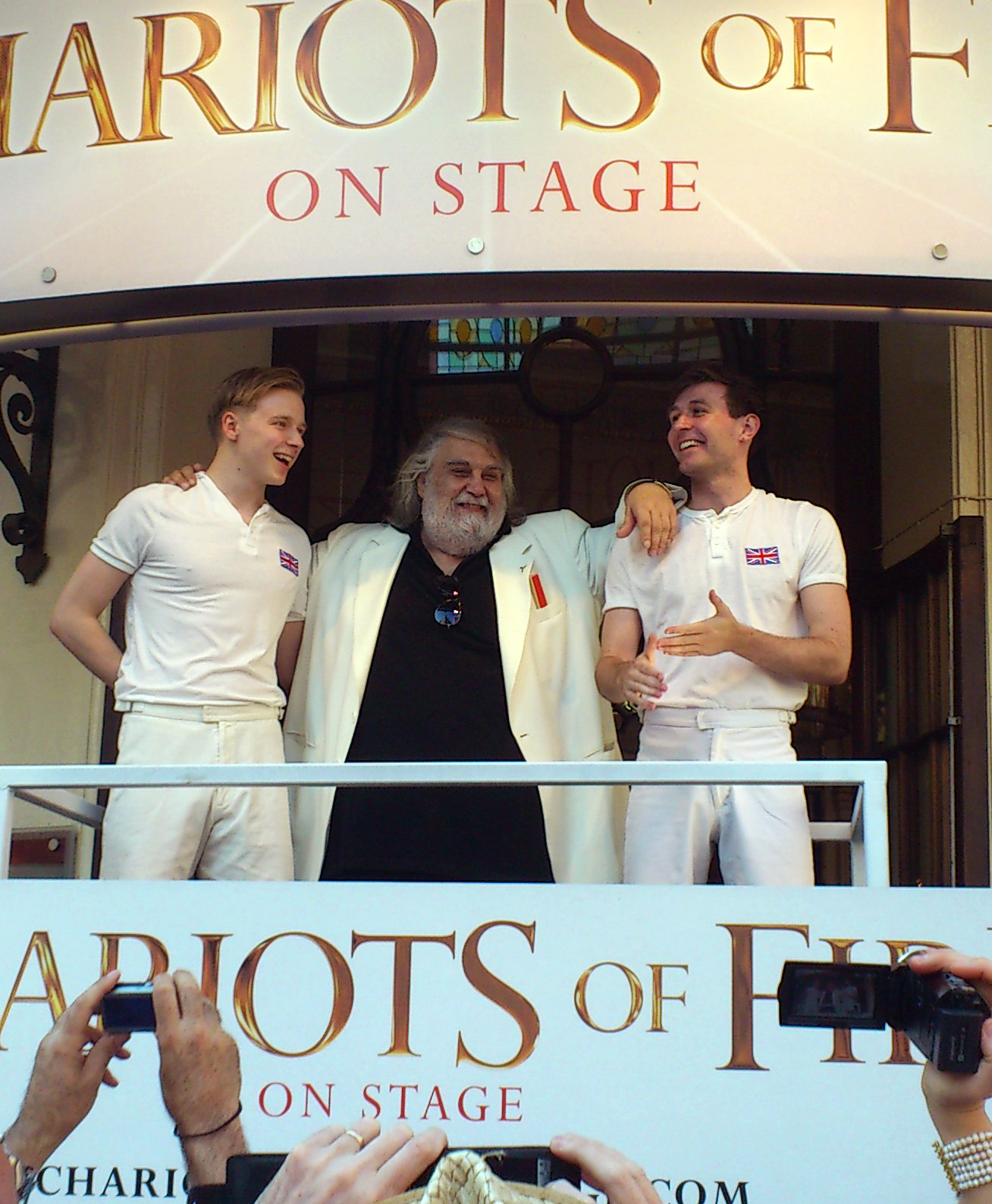
Werbung für Chariots of Fire. Jack Lowden, Vangelis und James McArdle sehen sich am 26. Juli 2012 den olympischen Fackellauf vom Gielgud Theatre aus an.

Vangelis (griechisch Βαγγέλης; * 29. März 1943 als Ευάγγελος Οδυσσέας Παπαθανασίου, Evangelos Odysseas Papathanassiou in Agria bei Volos, Griechenland; † 17. Mai 2022 in Paris) war ein griechischer Komponist und einer der Pioniere der elektronischen Musik. Der Musikstil von Vangelis war vielfältig; er reichte von der New-Age-Musik bis zum Ambient und schloss auch Rock- und Popmusik ein (etwa mit Aphrodite’s Child oder Jon & Vangelis). Seine bekanntesten Kompositionen umfassen die 1982 mit dem Oscar ausgezeichnete Musik zum Film Die Stunde des Siegers (Chariots of Fire) sowie die Filmmusiken zu Blade Runner, 1492 – Die Eroberung des Paradieses (1492: Conquest of Paradise) und Die Bounty. Er komponierte außerdem die Hymne der Fußball-Weltmeisterschaft 2002.

## Leben

### Frühe Jahre und Ausbildung
Vangelis begann schon mit vier Jahren zu komponieren und eignete sich sein musikalisches Wissen größtenteils selbst an. Er weigerte sich, traditionelle Klavierstunden zu nehmen, und hatte während seiner gesamten Karriere kein wesentliches Wissen über Notenlesen oder -schreiben. Er studierte Malerei an der Hochschule der Bildenden Künste Athen.
In den frühen 1960ern gründete er die Popgruppe Forminx (manchmal „Formynx“ geschrieben), die in Griechenland sehr bekannt wurde.
Während der Studentenrevolte 1968 zog er nach Paris und gründete die Progressive-Rock-Gruppe Aphrodite’s Child mit Demis Roussos und Lucas Sideras. Sie hatten mehrere Hitsingles, u. a.: Rain and Tears. Das Konzeptalbum 666 (The Apocalypse of John, 13/18) gilt als ein Klassiker des Progressive Rock. Die Gruppe trennte sich 1972, allerdings hatte Roussos noch mehrere Auftritte in späteren Werken von Vangelis.

### 1973–1989: Solokarriere und Erfolge
Vangelis begann seine Solokarriere 1973 mit dem Schreiben der Filmmusik für zwei Filme des französischen Filmemachers Frédéric Rossif. Sein erstes offizielles Soloalbum war Earth 1974. Ungefähr zur gleichen Zeit probte er mit einer weiteren Progressive-Rock-Band, Yes. Obwohl er nie Mitglied wurde, schloss er mit dem Yes-Sänger Jon Anderson Freundschaft und arbeitete später oft mit ihm zusammen. Er und Jon Anderson veröffentlichten zusammen vier Alben von 1980 bis 1991 unter dem Namen Jon & Vangelis und landeten mit I’ll Find My Way Home 1981 einen internationalen Hit. Besonders in den Niederlanden feierte das Album "Short Stories" 1980 mit der Singleauskopplung I hear you now erste Erfolge.
Nachdem er nach London gezogen war, unterzeichnete Vangelis einen Vertrag mit RCA Records, baute sein eigenes Studio auf (Nemo Studios) und begann mit der Arbeit an einigen Alben mit elektronischer Musik. Die Musik des Albums Heaven and Hell von 1975 wurde später als Thema der US-Fernsehserie Cosmos benutzt.
1982 gewann Vangelis den Oscar für die Filmmusik in Chariots of Fire. Raphael Preston, der seit 1977 für die Nemo Studios arbeitete, bemerkte dazu: „Chariots of Fire war die erste Synthesizer-Filmmusik, die einen Oscar gewann. Das zeigte, dass Hollywood Synthesizer-Musik als etwas von echtem künstlerischen Wert ansah; es ebnete den Weg für eine ganze Generation von Komponisten und etablierte eine neue Herangehensweise an Filmmusik.“
1982 begann Vangelis, mit dem Regisseur Ridley Scott zu arbeiten. Vangelis schrieb die Musik für Blade Runner und zehn Jahre darauf für 1492 – Die Eroberung des Paradieses. Der Boxer Henry Maske verwendete Conquest of Paradise dann in den RTL-Fernsehinszenierungen seiner Boxkämpfe als Begleitmusik für seinen Einmarsch in die Halle, nachdem er die bisher verwendete Musik aus Carmina Burana von Carl Orff nach verlorenem Rechtsstreit mit den Erben nicht mehr verwenden durfte. Durch eine geschickte Marketingstrategie von RTL wurde die aus der zugehörigen CD ausgekoppelte Single dann zu einer der meistverkauften Singles in Deutschland. Außerdem schrieb Vangelis auch die Musikuntermalung für viele Dokumentarfilme von Jacques Cousteau.

### Ab 1990: Weitere Karriere und Tod
1991 trug er die Musik zum Filmprojekt Starwatcher von Jean Giraud und Keith Ingham bei. 1997 wurde er für die Musik zu dem Film Kavafis, Regie Yannis Smaragdis, mit dem Georges Delerue Award ausgezeichnet.
Im Jahr 2011 wandte sich Anderson an Vangelis, um eine weitere Zusammenarbeit zu erfragen, erhielt jedoch keine Antwort.
2001 erschien Mythodea (vom Stil her eher orchestrale als elektronische Musik), das in einer unveröffentlichten Version 1993 geschrieben und aufgeführt wurde. Die NASA verwendete das Hauptmotiv für die Präsentation ihrer Marsmission Mars Odyssey und ihrer Jupitermission JUNO. 2004 hat Vangelis die Filmmusik für Oliver Stones Filmversion von Alexander dem Großen vollendet.
2012 bei den Olympischen Sommerspielen in London wurde das Titelthema von Chariots of Fire sowohl bei der Eröffnungsfeier mit philharmonischem Orchester aufgeführt als auch als Begleitmusik zu den Medaillenzeremonien verwendet. Der Rosetta-Mission der ESA widmete er 2016 das Album Rosetta.
Vangelis lebte zuletzt in Athen. Zuvor hatte er ab den 1960er-Jahren in Frankreich gelebt, wo er sich vor seinem Tod aufgrund einer COVID-19-Erkrankung mehrere Wochen in einem Krankenhaus behandeln ließ und am 17. Mai 2022 im Alter von 79 Jahren verstarb. Er wurde feuerbestattet, seine Urne wurde auf dem Friedhof Père Lachaise in Paris beigesetzt.

### Privatleben
Vangelis hielt sein Privatleben weitgehend vor der Öffentlichkeit verborgen. Er hatte keine Kinder; 2005 war er in seiner dritten langjährigen Beziehung und sagte: „Ich könnte mich nicht so um ein Kind kümmern, wie ich es für richtig halte.“ In anderen Interviews erwähnt Vangelis, dass er zweimal verheiratet war, einmal mit der französischen Fotografin Veronique Skawinska, die Arbeiten für einige seiner Alben produzierte. In einem Interview mit Backstage aus dem Jahr 1982 verwies er auf eine vormalige Ehe mit der griechischen Sängerin Vana Veroutis.

## Instrumente
Vangelis setzte häufig den Synthesizer Yamaha CS-80 ein, der prägend in den Filmmusiken zu Blade Runner und Die Stunde des Siegers zu hören ist. Zeitweise waren acht Synthesizer dieses Typs in seinem Besitz (einige fürs Studio, einige für Konzerte, die restlichen als Ersatzteilquellen). Der damalige Kaufpreis eines CS-80 betrug etwa 7000 US-Dollar (heute ca. 36.200 US-Dollar).
Neben den akustischen Konzertflügeln von Steinway & Sons und Imperial von Bösendorfer nachstehend eine Auswahl der von Vangelis benutzten Instrumente:
- Fender Rhodes Stage 88 Electric Piano
- Hammond B3 Organ
- Hohner Clavinet
- Korg 800DV
- Korg Mini 700
- Korg Poly Ensemble
- Roland SH3A
- Roland SH1000
- Roland System 100
- ARP 2600 modular
- Korg PSS-3300
- Moog Minimoog
- Moog Satellite
- Oberheim 4-Voice
- Oberheim 8-Voice
- Roland Jupiter 4
- Sequential Circuits Prophet 5
- Sequential Circuits Prophet 10
- Yamaha CP80 Electric Grand
- Yamaha CS40M
- Yamaha GS1 FM synth
- Korg Poly 800
- Roland D-50
- Roland Juno 106
- Roland Jupiter 6
- Roland MKS20
- Roland MKS70
- Roland MKS80 Super Jupiter
- Roland VP-330 Vocoder Plus
- Sequential Prophet VS module
- Yamaha DX7
- Yamaha DX7II FD
- Elka Rhapsody 610

## Diskografie

### Studioalben
| Jahr | Titel                                        | Höchstplatzierung, Gesamtwochen, AuszeichnungChartplatzierungen (Jahr, Titel, Platzierungen, Wochen, Auszeichnungen, Anmerkungen) | Höchstplatzierung, Gesamtwochen, AuszeichnungChartplatzierungen (Jahr, Titel, Platzierungen, Wochen, Auszeichnungen, Anmerkungen) | Höchstplatzierung, Gesamtwochen, AuszeichnungChartplatzierungen (Jahr, Titel, Platzierungen, Wochen, Auszeichnungen, Anmerkungen) | Höchstplatzierung, Gesamtwochen, AuszeichnungChartplatzierungen (Jahr, Titel, Platzierungen, Wochen, Auszeichnungen, Anmerkungen) | Höchstplatzierung, Gesamtwochen, AuszeichnungChartplatzierungen (Jahr, Titel, Platzierungen, Wochen, Auszeichnungen, Anmerkungen) | Anmerkungen                                                               |
| Jahr | Titel                                        | DE | AT | CH | UK | US | Anmerkungen                                                               |
| ---- | -------------------------------------------- | --- | --- | --- | --- | --- | ------------------------------------------------------------------------- |
| 1972 | Fais que ton rêve soit plus long que la nuit | — | — | — | — | — |                                                                           |
| 1973 | Earth                                        | — | — | — | — | — |                                                                           |
| 1974 | Can You Hear the Dogs Barking?               | — | — | — | — | — |                                                                           |
| 1975 | Heaven and Hell                              | — | — | — | UK31 (7 Wo.)UK | — |                                                                           |
| 1976 | Albedo 0.39                                  | — | — | — | UK18 (6 Wo.)UK | — |                                                                           |
| 1977 | Spiral                                       | — | — | — | — | — |                                                                           |
| 1978 | Beaubourg                                    | — | — | — | — | — |                                                                           |
| 1979 | China                                        | — | — | — | UK— SilberUK | — | Erstveröffentlichung: April 1979                                          |
| 1979 | Odes                                         | — | — | — | — | — | mit Irene Papas                                                           |
| 1980 | Short Stories                                | DE30 (15 Wo.)DE | AT18 (2 Wo.)AT | — | UK4 Gold · (11 Wo.)UK | US125 (15 Wo.)US | Erstveröffentlichung: 17. Januar 1980 mit Jon Anderson als Jon & Vangelis |
| 1980 | See You Later                                | — | — | — | — | — |                                                                           |
| 1981 | The Friends of Mr Cairo                      | DE13 (28 Wo.)DE | AT8 (10 Wo.)AT | — | UK6 Gold · (23 Wo.)UK | US64 (34 Wo.)US | Erstveröffentlichung: 23. Juli 1981 mit Jon Anderson als Jon & Vangelis   |
| 1983 | Private Collection                           | DE27 (11 Wo.)DE | AT18 (2 Wo.)AT | — | UK22 (10 Wo.)UK | US148 (7 Wo.)US | Erstveröffentlichung: 29. Juli 1983 mit Jon Anderson als Jon & Vangelis   |
| 1984 | Soil Festivities                             | — | — | — | UK55 (4 Wo.)UK | — |                                                                           |
| 1985 | Mask                                         | — | — | — | UK69 (2 Wo.)UK | — | Erstveröffentlichung: 18. März 1985                                       |
| 1985 | Invisible Connections                        | — | — | — | — | — |                                                                           |
| 1986 | Rhapsodies                                   | — | — | — | — | — | mit Irene Papas                                                           |
| 1986 | Direct                                       | — | — | — | — | — | Erstveröffentlichung: 26. September 1986                                  |
| 1990 | The City                                     | — | — | — | — | — | Erstveröffentlichung: 23. November 1990                                   |
| 1991 | Page of Life                                 | — | — | — | — | — | als Jon & Vangelis                                                        |
| 1995 | Voices                                       | DE24 Gold · (16 Wo.)DE | AT6 Gold · (15 Wo.)AT | CH31 (11 Wo.)CH | UK58 (2 Wo.)UK | — | Erstveröffentlichung: 27. Oktober 1995                                    |
| 1996 | Oceanic                                      | DE87 (3 Wo.)DE | AT22 (7 Wo.)AT | CH37 (1 Wo.)CH | — | — | Erstveröffentlichung: 28. Oktober 1996                                    |
| 1998 | El Greco                                     | DE74 (2 Wo.)DE | — | — | — | — | Erstveröffentlichung: 2. November 1998                                    |
| 2001 | Mythodea – 2001 Mars Odyssey                 | DE46 (6 Wo.)DE | — | CH75 (3 Wo.)CH | — | — | Erstveröffentlichung: 17. September 2001                                  |
| 2016 | Rosetta                                      | DE55 (1 Wo.)DE | AT58 (1 Wo.)AT | CH29 (1 Wo.)CH | UK40 (1 Wo.)UK | — | Erstveröffentlichung: 23. September 2016                                  |
| 2019 | Nocturne: The Piano Album                    | — | — | CH33 (2 Wo.)CH | — | — | Erstveröffentlichung: 25. Januar 2019                                     |
| 2021 | Juno to Jupiter                              | — | — | CH21 (1 Wo.)CH | — | — | Erstveröffentlichung: 24. September 2021                                  |

grau schraffiert: keine Chartdaten aus diesem Jahr verfügbar

### Soundtracks
| Jahr | Titel                      | Höchstplatzierung, Gesamtwochen, AuszeichnungChartplatzierungen (Jahr, Titel, Platzierungen, Wochen, Auszeichnungen, Anmerkungen) | Höchstplatzierung, Gesamtwochen, AuszeichnungChartplatzierungen (Jahr, Titel, Platzierungen, Wochen, Auszeichnungen, Anmerkungen) | Höchstplatzierung, Gesamtwochen, AuszeichnungChartplatzierungen (Jahr, Titel, Platzierungen, Wochen, Auszeichnungen, Anmerkungen) | Höchstplatzierung, Gesamtwochen, AuszeichnungChartplatzierungen (Jahr, Titel, Platzierungen, Wochen, Auszeichnungen, Anmerkungen) | Höchstplatzierung, Gesamtwochen, AuszeichnungChartplatzierungen (Jahr, Titel, Platzierungen, Wochen, Auszeichnungen, Anmerkungen) | Anmerkungen |
| Jahr | Titel                      | DE | AT | CH | UK | US | Anmerkungen |
| ---- | -------------------------- | --- | --- | --- | --- | --- | --- |
| 1979 | Opera Sauvage              | — | — | — | — | US42 (39 Wo.)US | |
| 1981 | Chariots of Fire           | DE39 (13 Wo.)DE | AT11 Gold · (6 Wo.)AT | — | UK5 Platin · (106 Wo.)UK | US1 Platin · (57 Wo.)US | Soundtrack-Album zum Film Die Stunde des Siegers Verkäufe: + 1.695.000                                                    |
| 1992 | 1492: Conquest of Paradise | DE1 ×5Fünffachgold · (52 Wo.)DE                                                                                                   | AT1 ×2Doppelplatin · (38 Wo.)AT                                                                                                   | CH1 ×2Doppelplatin · (38 Wo.)CH                                                                                                   | UK33 Gold · (6 Wo.)UK | — | Erstveröffentlichung: 9. Oktober 1992 Soundtrack-Album zum Film 1492 – Die Eroberung des Paradieses Verkäufe: + 2.925.000 |
| 1994 | Blade Runner               | — | — | — | UK20 Gold · (7 Wo.)UK | — | |

grau schraffiert: keine Chartdaten aus diesem Jahr verfügbar
Weitere Soundtracks
- 1966: 5000 Lies[19]
- 1969/70: Sex Power
- 1973: L’Apocalypse des animaux
- 1975: Ignacio
- 1976: La Fête sauvage
- 1977: Ignacio
- 1980: Cosmos (Unser Kosmos)
- 1983: Antarctica (Taro und Jiro in der Antarktis)
- 1984: Sauvage et Beau
- 1996: Kavafis (Cavafy)
- 2004: Alexander
- 2007: El Greco Original Motion Picture Soundtrack
- 2008: Swiadectwo

### Kompilationen
| Jahr | Titel                               | Höchstplatzierung, Gesamtwochen, AuszeichnungChartplatzierungen (Jahr, Titel, Platzierungen, Wochen, Auszeichnungen, Anmerkungen) | Höchstplatzierung, Gesamtwochen, AuszeichnungChartplatzierungen (Jahr, Titel, Platzierungen, Wochen, Auszeichnungen, Anmerkungen) | Höchstplatzierung, Gesamtwochen, AuszeichnungChartplatzierungen (Jahr, Titel, Platzierungen, Wochen, Auszeichnungen, Anmerkungen) | Höchstplatzierung, Gesamtwochen, AuszeichnungChartplatzierungen (Jahr, Titel, Platzierungen, Wochen, Auszeichnungen, Anmerkungen) | Höchstplatzierung, Gesamtwochen, AuszeichnungChartplatzierungen (Jahr, Titel, Platzierungen, Wochen, Auszeichnungen, Anmerkungen) | Anmerkungen                                                             |
| Jahr | Titel                               | DE | AT | CH | UK | US | Anmerkungen                                                             |
| ---- | ----------------------------------- | --- | --- | --- | --- | --- | ----------------------------------------------------------------------- |
| 1984 | Best of Jon and Vangelis            | DE52 (5 Wo.)DE | — | — | UK42 (9 Wo.)UK | — | Erstveröffentlichung: 30. Juli 1984 mit Jon Anderson als Jon & Vangelis |
| 1989 | Themes                              | DE46 (16 Wo.)DE | — | CH20 Gold · (13 Wo.)CH | UK11 Gold · (13 Wo.)UK | — | Erstveröffentlichung: 25. September 1989                                |
| 1996 | Portraits (So Long Ago, So Clear)   | DE13 (15 Wo.)DE | AT3 Gold · (16 Wo.)AT | CH7 Gold · (13 Wo.)CH | UK14 Silber · (6 Wo.)UK | — | Erstveröffentlichung: 11. März 1996                                     |
| 1999 | Reprise 1990-1999                   | DE75 (3 Wo.)DE | — | — | — | — | Erstveröffentlichung: 21. Oktober 1999                                  |
| 2003 | Odyssey – The Definitive Collection | — | — | CH89 (2 Wo.)CH | UK20 Gold · (8 Wo.)UK | — | Erstveröffentlichung: 11. November 2003                                 |
| 2012 | The Collection                      | — | — | CH24 (2 Wo.)CH | UK29 Silber · (4 Wo.)UK | — | Erstveröffentlichung: 3. August 2012 Charteinstieg CH: 2022             |

Weitere Kompilationen
- 1978: The Best of Vangelis
- 1985: Magic Moments
- 1994: Best in Space
- 1994: Chronicles (Low-Budget-Best-Of) – als Jon & Vangelis
- 1995: Mundo Magico De Vangelis
- 1997: The Best of Vangelis
- 1998: Gift
- 2013: Light and Shadow: The Best of Vangelis

### Singles
| Jahr | Titel Album                                                                           | Höchstplatzierung, Gesamtwochen, AuszeichnungChartplatzierungen (Jahr, Titel, Album, Platzierungen, Wochen, Auszeichnungen, Anmerkungen) | Höchstplatzierung, Gesamtwochen, AuszeichnungChartplatzierungen (Jahr, Titel, Album, Platzierungen, Wochen, Auszeichnungen, Anmerkungen) | Höchstplatzierung, Gesamtwochen, AuszeichnungChartplatzierungen (Jahr, Titel, Album, Platzierungen, Wochen, Auszeichnungen, Anmerkungen) | Höchstplatzierung, Gesamtwochen, AuszeichnungChartplatzierungen (Jahr, Titel, Album, Platzierungen, Wochen, Auszeichnungen, Anmerkungen) | Höchstplatzierung, Gesamtwochen, AuszeichnungChartplatzierungen (Jahr, Titel, Album, Platzierungen, Wochen, Auszeichnungen, Anmerkungen) | Anmerkungen                                                                 |
| Jahr | Titel Album                                                                           | DE | AT | CH | UK | US | Anmerkungen                                                                 |
| ---- | ------------------------------------------------------------------------------------- | --- | --- | --- | --- | --- | --------------------------------------------------------------------------- |
| 1979 | I Hear You Now Short Stories                                                          | DE69 (1 Wo.)DE | — | — | UK8 (11 Wo.)UK | US58 (6 Wo.)US | Erstveröffentlichung: 28. Dezember 1979 mit Jon Anderson als Jon & Vangelis |
| 1981 | Chariots of Fire Chariots Of Fire                                                     | — | — | — | UK12 Silber · (17 Wo.)UK | US1 (28 Wo.)US | Erstveröffentlichung: 3. April 1981                                         |
| 1981 | Heaven and Hell –                                                                     | — | — | — | UK48 (6 Wo.)UK | — |                                                                             |
| 1981 | I’ll Find My Way Home The Friends of Mr Cairo                                         | DE6 (23 Wo.)DE | AT19 (2 Wo.)AT | CH1 (14 Wo.)CH | UK6 Silber · (13 Wo.)UK | US51 (9 Wo.)US | mit Jon Anderson als Jon & Vangelis                                         |
| 1983 | And When the Night Comes Private Collection                                           | — | — | — | UK87 (3 Wo.)UK | — | mit Jon Anderson als Jon & Vangelis                                         |
| 1983 | He Is Sailing Private Collection                                                      | — | — | — | UK61 (3 Wo.)UK | — | mit Jon Anderson als Jon & Vangelis                                         |
| 1984 | State of Independence –                                                               | — | — | — | UK67 (3 Wo.)UK | — | mit Jon Anderson als Jon & Vangelis                                         |
| 1992 | Conquest of Paradise 1492 – Conquest of Paradise (Music From The Original Soundtrack) | DE1 ×3Dreifachplatin · (39 Wo.)DE | AT2 Gold · (25 Wo.)AT | CH1 (36 Wo.)CH | UK60 (3 Wo.)UK | — | Verkäufe DE: + 1.500.000                                                    |
| 1995 | Voices                                                                                | DE25 (15 Wo.)DE | AT23 (10 Wo.)AT | CH24 (10 Wo.)CH | — | — |                                                                             |
| 1996 | Ask the Mountains Voices                                                              | — | — | — | UK77 (1 Wo.)UK | — | mit Stina Nordenstam                                                        |
| 1997 | March with Me –                                                                       | DE67 (3 Wo.)DE | — | — | — | — | mit Montserrat Caballé                                                      |
| 2000 | I Don’t Need You Anymore –                                                            | — | — | — | UK100 (1 Wo.)UK | — | mit De Goeij                                                                |
| 2002 | Anthem – 2002 FIFA World Cup –                                                        | DE75 (6 Wo.)DE | — | — | UK98 (1 Wo.)UK | — |                                                                             |

Weitere Singles
- 1968: Our Love Sleeps on the Waters/The Clock
- 1981: The Friends of Mr Cairo – als Jon & Vangelis
- 1984: Silent Portraits

### Sonderveröffentlichungen
- 1995: Foros Timis Ston Greco – übers. A Tribute to El Greco, ursprüngliche auf 3000 CDs limitierte Museums-Auflage
- 2004: Ithaca – musikalisch untermalte Rezitation des bekanntesten Gedichts von Konstantinos Kavafis durch Sean Connery (limitierte Auflage)
- 2012: Chariots of Fire – The Play

### Unautorisierte Labelveröffentlichung
Die folgenden Alben wurden 1971 von Vangelis aufgenommen und von seinem Musiklabel ohne dessen Zustimmung veröffentlicht.
- 1978: Hypothesis (mit Tony Oxley)
- 1978: The Dragon

## Auszeichnungen für Musikverkäufe
| Goldene Schallplatte - Belgien - 1995: für die Single Conquest of Paradise - 1996: für das Album Portraits (So Long Ago, So Clear) - Brasilien - 2004: für das Album 1492: Conquest of Paradise - Frankreich - 1979: für das Album Albedo 0.39 - 1979: für das Album Spiral - 1982: für das Album Chariots of Fire - 1992: für das Album Greatest Hits - 1996: für das Album Portraits (So Long Ago, So Clear) - Griechenland - 2006: für das Album Odyssey – The Definitive Collection - Hongkong - 1983: für das Album Chariots of Fire - Kanada - 1981: für die Single The Friends of Mr Cairo - Niederlande - 1980: für das Album Short Stories - Neuseeland - 1982: für das Album Chariots of Fire - Polen - 1996: für das Album 1492: Conquest of Paradise - Spanien - 1996: für das Album Portraits (So Long Ago, So Clear) - 2000: für das Album Blade Runner Soundtrack - Ungarn - 2003: für das Album Odyssey – The Definitive Collection | Platin-Schallplatte - Argentinien - 1993: für das Album 1492: Conquest of Paradise - Europa - 1995: für die Single Conquest of Paradise - 2001: für das Album Portraits (So Long Ago, So Clear) - Frankreich - 1989: für das Album Themes - Griechenland - 2004: für das Album Mythodea – 2001 Mars Odyssey - Japan - 2002: für die Single Anthem – 2002 FIFA World Cup - Kanada - 1981: für das Album The Friends of Mr Cairo - Neuseeland - 1994: für das Album 1492: Conquest of Paradise - Niederlande - 1995: für die Single Conquest of Paradise - Norwegen - 1996: für das Album 1492: Conquest of Paradise - Spanien - 1984: für das Album Chariots of Fire | 2× Platin-Schallplatte - Argentinien - 1989: für das Album Themes - Belgien - 1995: für das Album 1492: Conquest of Paradise - Frankreich - 2001: für das Album 1492: Conquest of Paradise - Niederlande - 1995: für das Album 1492: Conquest of Paradise - Spanien - 1999: für das Album 1492: Conquest of Paradise 3× Platin-Schallplatte - Australien - 1982: für das Album Chariots of Fire - Kanada - 1987: für das Album Chariots of Fire |

Anmerkung: Auszeichnungen in Ländern aus den Charttabellen bzw. Chartboxen sind in ebendiesen zu finden.
| Land/RegionAuszeichnungen für Musikverkäufe (Land/Region, Auszeichnungen, Verkäufe, Quellen) | Silber     | Gold       | Platin       | Verkäufe    | Quellen                                                          |
| -------------------------------------------------------------------------------------------- | ---------- | ---------- | ------------ | ----------- | ---------------------------------------------------------------- |
| Argentinien (CAPIF)                                                                          | —          | —          | 3× Platin3   | 180.000     | archive.is (Memento vom 31. Mai 2011 im Webarchiv archive.today) |
| Australien (ARIA)                                                                            | —          | —          | 3× Platin3   | 150.000     | Einzelnachweise                                                  |
| Belgien (BRMA)                                                                               | —          | 2× Gold2   | 2× Platin2   | 150.000     | ultratop.be                                                      |
| Brasilien (PMB)                                                                              | —          | Gold1      | —            | 50.000      | pro-musicabr.org.br                                              |
| Deutschland (BVMI)                                                                           | —          | 2× Gold2   | 5× Platin5   | 3.000.000   | musikindustrie.de                                                |
| Europa (IFPI)                                                                                | —          | —          | 2× Platin2   | (2.000.000) | ifpi.org (Memento vom 15. Oktober 2013 im Internet Archive)      |
| Frankreich (SNEP)                                                                            | —          | 5× Gold5   | 3× Platin3   | 2.000.000   | infodisc.fr snepmusique.com                                      |
| Griechenland (IFPI)                                                                          | —          | Gold1      | Platin1      | 60.000      | Einzelnachweise                                                  |
| Hongkong (IFPI/HKRIA)                                                                        | —          | Gold1      | —            | 10.000      | ifpihk.org                                                       |
| Japan (RIAJ)                                                                                 | —          | —          | Platin1      | 100.000     | riaj.or.jp                                                       |
| Kanada (MC)                                                                                  | —          | Gold1      | 4× Platin4   | 475.000     | musiccanada.com                                                  |
| Niederlande (NVPI)                                                                           | —          | Gold1      | 3× Platin3   | 300.000     | nvpi.nl                                                          |
| Neuseeland (RMNZ)                                                                            | —          | Gold1      | Platin1      | 22.500      | aotearoamusiccharts.co.nz                                        |
| Norwegen (IFPI)                                                                              | —          | —          | Platin1      | 50.000      | ifpi.no (Memento vom 5. November 2012 im Internet Archive)       |
| Österreich (IFPI)                                                                            | —          | 4× Gold4   | 2× Platin2   | 200.000     | ifpi.at                                                          |
| Polen (ZPAV)                                                                                 | —          | Gold1      | —            | 50.000      | olis.pl                                                          |
| Schweiz (IFPI)                                                                               | —          | 2× Gold2   | 2× Platin2   | 150.000     | hitparade.ch                                                     |
| Spanien (Promusicae)                                                                         | —          | 2× Gold2   | 3× Platin3   | 400.000     | elportaldemusica.es ES2 ES3                                      |
| Ungarn (MAHASZ)                                                                              | —          | Gold1      | —            | 15.000      | slagerlistak.hu                                                  |
| Vereinigte Staaten (RIAA)                                                                    | —          | —          | Platin1      | 1.000.000   | riaa.com                                                         |
| Vereinigtes Königreich (BPI)                                                                 | 5× Silber5 | 6× Gold6   | Platin1      | 1.480.000   | bpi.co.uk                                                        |
| Insgesamt                                                                                    | 5× Silber5 | 31× Gold31 | 38× Platin38 |             |                                                                  |